# Palermo Football Club 1931-1932
Questa voce raccoglie le informazioni riguardanti il Palermo Football Club nelle competizioni ufficiali della stagione 1931-1932.

## Stagione
In questa stagione diventa presidente il costruttore stradale Francesco Paolo Barresi. La sede della società del Palermo si trasferisce da via Ruggiero Settimo a via Rosolino Pilo con una segreteria in piazza Castelnuovo, per soddisfare le esigenze maggiori. Barresi legherà il suo nome alla costruzione dello Stadio del Littorio nel Parco della Favorita, impianto sportivo capace di ospitare 15 000 spettatori e utilizzato a partire dalla 17ª giornata del campionato di Serie B.
La squadra, infatti, milita al suo secondo anno di cadetteria della propria storia; a fine stagione vince lo stesso torneo con il miglior attacco (80 reti fatte) e la seconda miglior difesa (35 reti subite), più il maggior numero di vittorie e il minor numero di sconfitte all'attivo, venendo così promossa per la prima volta in assoluto in Serie A: i rosanero, notevolmente rinforzati rispetto all'anno precedente, dominarono riuscendo a spezzare l'equilibrio che aveva caratterizzato la prima parte del campionato. L'inizio, anzi, era risultato piuttosto incerto, con soli 5 punti nelle prime quattro gare casalinghe, seguite da sconfitte a Vigevano e a Cremona che avevano portato al primo esonero della storia, quello di Tony Cargnelli, sostituito dall'ungherese Feldmann. Cambiò dunque l'assetto tattico e da Novara, alla settima giornata, partì la rimonta. La formazione siciliana vinse per 5 a 2, bissò il successo a Verona e cominciò l'inseguimento alle prime. Dopo le vittorie nelle prime due gare del girone di ritorno e una nuova sconfitta con il Monfalcone nel match successivo, bestia nera di quell'anno, il Palermo inanellò una serie di brillanti prestazioni e di risultati positivi, tanto che rimase imbattuto per 14 domeniche; inoltre, importante fu il 2-2 imposto al Padova, perché la squadra veneta alla fine risultò seconda, con 47 punti, dietro i 50 dello stesso Palermo.
Il 24 gennaio 1932 viene inaugurato lo summenzionato Stadio del Littorio, con una vittoria per 5-1 contro l'Atalanta nello stesso giorno dell'inaugurazione, proprio all'occasione della diciassettesima giornata di Serie B. Fino al 3 gennaio scorso la squadra giocava le sue partite interne allo Stadio Ranchibile, l'ultima delle quali disputata contro la Comense e vinta 5-0.

## Rosa
| N. |                   | Ruolo | Calciatore          |
| -- | ----------------- | ----- | ------------------- |
|    | Italia (bandiera) | P     | Archimede Valeriani |
|    | Italia (bandiera) | P     | Giovanni Panetta    |
|    | Italia (bandiera) | D     | Plinio Paolini      |
|    | Italia (bandiera) | D     | Aimone Lo Prete     |
|    | Italia (bandiera) | D     | Guglielmo Piantoni  |
|    | Italia (bandiera) | D     | Giacomo Giubasso    |
|    | Italia (bandiera) | D     | Carlo Barbieri      |
|    | Italia (bandiera) | C     | Luigi Ingrassia     |
|    | Italia (bandiera) | C     | Luigi Ziroli        |
|    | Italia (bandiera) | C     | Renato Nigiotti     |

| N. |                      | Ruolo | Calciatore                 |
| -- | -------------------- | ----- | -------------------------- |
|    | Italia (bandiera)    | C     | Ettore Banchero            |
|    | Italia (bandiera)    | C     | Antonio Blasevich          |
|    | Italia (bandiera)    | C     | Guglielmino Casaro         |
|    | Italia (bandiera)    | C     | Francesco Paolo De Rosalia |
|    | Italia (bandiera)    | C     | Enrico Scioscia            |
|    | Italia (bandiera)    | A     | Carlo Radice               |
|    | Italia (bandiera)    |       | Ranetta                    |
|    | Argentina (bandiera) | A     | Américo Ruffino            |
|    | Italia (bandiera)    | A     | Ermenegildo Negri          |
|    | Italia (bandiera)    | A     | Quinto Miotti              |

## Statistiche

### Statistiche dei giocatori
| Giocatore     | Serie B  | Serie B |
| Giocatore     | Presenze | Reti    |
| ------------- | -------- | ------- |
| E. Banchero   | 32       | 18      |
| C. Barbieri   | 3        | 0       |
| A. Blasevich  | 31       | 11      |
| G. Casaro     | 12       | 2       |
| F. De Rosalia | 1        | 0       |
| G. Giubasso   | 12       | 2       |
| L. Ingrassia  | 32       | 0       |
| A. Lo Prete   | 30       | 0       |
| Q. Miotti     | 12       | 0       |
| E. Negri      | 0        | 0       |
| R. Nigiotti   | 29       | 0       |
| G. Panetta    | 7        | -?      |
| P. Paolini    | 28       | 0       |
| G. Piantoni   | 21       | 5       |
| C. Radice     | 0        | 0       |
| Ranetta       | 0        | 0       |
| A. Ruffino    | 26       | 7       |
| E. Scioscia   | 6        | 1       |
| A. Valeriani  | 26       | -?      |
| L. Ziroli     | 27       | 5       |